# De overlevede - Kampucheanske flygtninge i Thailand
De overlevede - Kampucheanske flygtninge i Thailand er en dansk dokumentarfilm fra 1980, der er instrueret af Steen B. Johansen efter manuskript af Steffen Gram.

## Handling
I november 1979 ankommer titusinder af kampucheanske/cambodianske flygtninge til nabolandet Thailand, hvor en omfattende, international hjælpeaktion må iværksættes for at skaffe mad, medicin og lægehjælp til den alvorligt ramte flygtningegruppe. I samarbejde med UNICEF og en række andre hjælpeorganisationer tager Den Internationale Røde Kors-komité del i hjælpeaktionen, idet Røde Kors får ansvaret for den medicinske bistand. I slutningen af 1979 har Røde Kors indsat omtrent 400 læger, sygeplejersker, teknikere og administratorer. Filmen skildrer flygtningesituationen og de danske delegaters arbejde, idet man følger ernæringsprogrammer, hospitalsarbejde og sanitært arbejde. Filmen giver en generel skildring af, hvordan udsendinge fra Røde Kors arbejder, og hvordan en meget stor hjælpeaktion gennemføres i praksis.